# Дубовское (Приморский край)
Дубовско́е — село в Спасском районе Приморского края. Административный центр Дубовского сельского поселения.

## География
Село Дубовское — спутник города Спасск-Дальний, расположено восточнее автотрассы «Уссури», напротив перекрёстка, въезда в город с юга. Расстояние до города около 3 км. Стоит на левом берегу реки Спасовка.
На юго-восток от села Дубовское идёт дорога к селу Калиновка.
Южнее автодороги Дубовское — Калиновка от автотрассы «Уссури» идёт автодорога Красный Кут — Вишнёвка — Евсеевка.

## Население
| 1900 | 1902  | 1912  | 1923  | 1926 | 1959 | 1970 |
| ---- | ----- | ----- | ----- | ---- | ---- | ---- |
| 314  | ↗417  | ↗656  | ↗1227 | ↘983 | ↘800 | ↘700 |
| 1979 | 2002  | 2003  | 2010  |      |      |      |
| ↘667 | ↗1031 | ↘1023 | ↘1007 |      |      |      |

## Улицы
| - ул. Молодёжная, - ул. Набережная, - ул. Новая, - ул. Первомайская, | - ул. Рабочая, - ул. Советская, - ул. Хутор Лесной, - ул. Школьная. |

## Экономика
Сельскохозяйственные предприятия Спасского района.

## Инфраструктура
В окрестностях села — садово-огородные участки жителей Спасска-Дальнего.